# Horseshoe Lake
Horseshoe Lake is een plaats (town) in de Amerikaanse staat Arkansas, en valt bestuurlijk gezien onder Crittenden County.

## Demografie
Bij de volkstelling in 2000 werd het aantal inwoners vastgesteld op 321.
In 2006 is het aantal inwoners door het United States Census Bureau geschat op 301, een daling van 20 (-6,2%).

## Geografie
Volgens het United States Census Bureau beslaat de plaats een oppervlakte van
0,4 km², geheel bestaande uit land. Horseshoe Lake ligt op ongeveer 64 m boven zeeniveau.

## Plaatsen in de nabije omgeving
De onderstaande figuur toont nabijgelegen plaatsen in een straal van 24 km rond Horseshoe Lake.